# Харисон Сити (Пенсилванија)
Харисон Сити (енгл. Harrison City) насељено је место без административног статуса у америчкој савезној држави Пенсилванија.

## Демографија
По попису из 2010. године број становника је 134, што је 21 (-13,5%) становника мање него 2000. године.
| Група             | 2000.       | 2010.       |
| Белци             | 150 (96,8%) | 133 (99,3%) |
| Афроамериканци    | 3 (1,9%)    | 1 (0,7%)    |
| Азијати           | 0 (0,0%)    | 0 (0,0%)    |
| Хиспаноамериканци | 2 (1,3%)    | 0 (0,0%)    |
| Укупно            | 155         | 134         |